# Críquete de salão

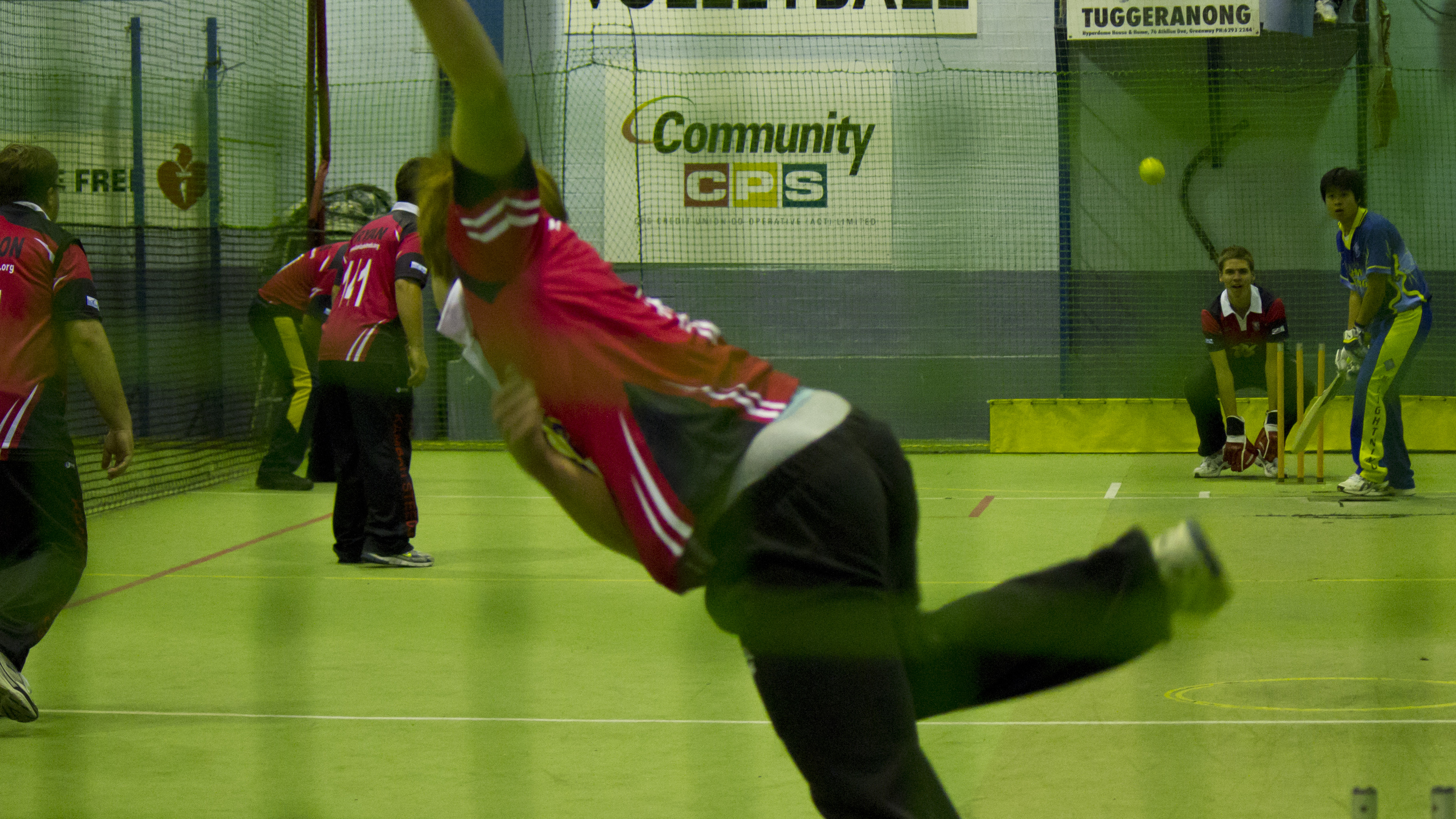
Jogadores de críquete de salão na Austrália.

O críquete de salão ou cricket indoor é uma variação do críquete jogado em ambientes fechados em uma quadra com dimensões menores, essa variação surgiu no início da década de 1960.
O jogo é disputado por duas equipes de 8 jogadores cada, a quadra mede 30 metros de comprimento por 12 metros de largura com telas de 4,5 metros de altura cercando a quadra, a área do pitch segue as mesmas dimensões do críquete tradicional. A pontuação é feita de forma física ou através de pontuações bônus dependendo de onde a bola bate na rede quando é rebatida variando de 1 a 6 pontos a mais.